# Laudo Hayes

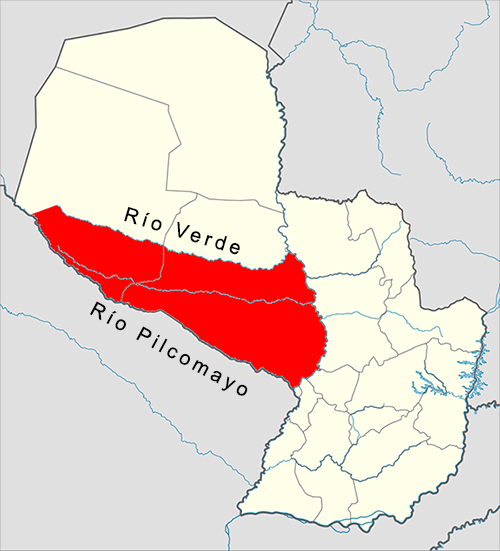
En rojo el territorio en disputa entre Argentina y Paraguay, luego adjudicado a Paraguay.

El laudo arbitral del presidente de los Estados Unidos, Rutherford B. Hayes, sobre la región del Chaco Boreal delimitada por los ríos Paraguay, Pilcomayo y Verde, fue emitido el 12 de noviembre de 1878 y resolvió la disputa de límites entre Argentina y Paraguay ocurrida luego de la guerra de la Triple Alianza. El laudo adjudicó al Paraguay la totalidad del área arbitrada y tuvo carácter inapelable, siendo aceptado por ambos países, entregando Argentina en su cumplimiento la Villa Occidental al Paraguay el 14 de mayo de 1879. 

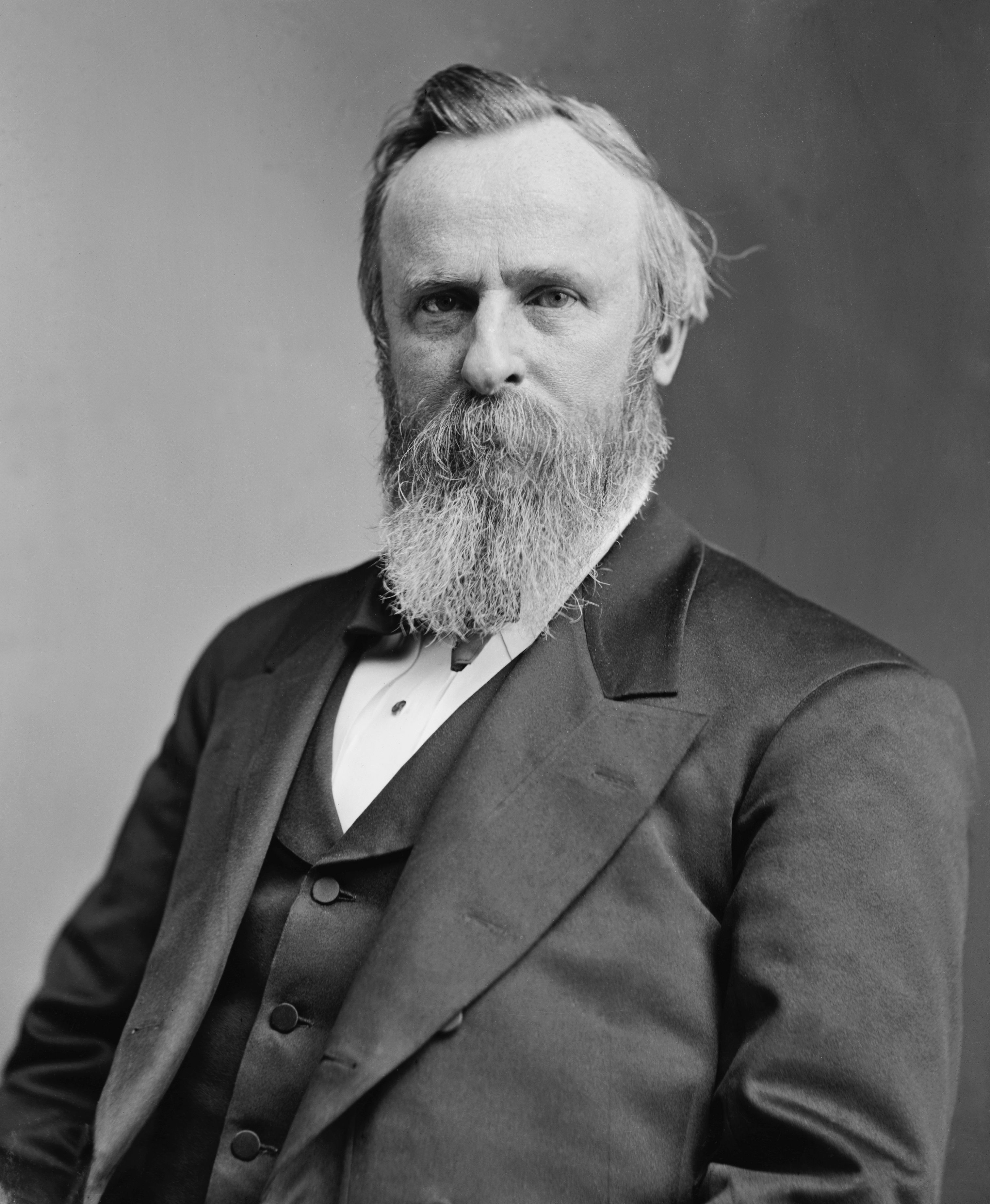
Rutherford B. Hayes.

## Antecedentes
Salvo esporádicas poblaciones y reducciones indígenas a cargo de jesuitas, el Gran Chaco estuvo bajo el dominio indígena durante el tiempo de permanencia del Imperio español en la región. El intento más directo de organizar el territorio fue la provincia del Chaco Gualamba, entidad que no llegó a concretarse por la destrucción por los indígenas de su capital, Santiago de Guadalcázar, al poco de tiempo de su creación en 1625. Las ciudades limítrofes tuvieron algún grado de injerencia por proximidad, pero tampoco pudieron hacerse cargo de la zona. Esta situación se mantuvo con la independencia de Argentina, Paraguay y Bolivia, quedando el Gran Chaco como un gran vacío en el cual los límites se tornaban muy difusos.

### Las misiones del Gran Chaco
Una real cédula del 16 de marzo de 1608 ordenó al gobernador del Río de la Plata, Hernando Arias de Saavedra, que los jesuitas de la provincia Jesuítica del Paraguay se dirigieran al Paraná, al Guayrá y a la región de los guaycurúes (el Chaco), en donde los indígenas quedarían eximidos del servicio de la encomienda. En diciembre de 1609 los padres Roque González de Santa Cruz y Vicente Grifi cruzaron el río Paraguay y se internaron en el país de los guaycurúes que vivían entre río Confuso (o Yabebyry) y el río Pilcomayo en el Chaco Boreal. En 1610 fundaron la reducción de Nuestra Señora María de los Reyes en el lugar llamado «Yasocá», a una legua del río Paraguay frente a Asunción. Poco después González de Santa Cruz fue enviado hacia la misión del Paraná. En 1611 los misioneros fueron enviados a las regiones de Guarambaré y Pitum, quedando sin sacerdotes la reducción. En 1613 fueron allí Pedro Romero y Antonio Moranta, fundando Romero junto al Pilcomayo la reducción de Guazutinguá, que existió hasta 1626. Alfonso Rodríguez Olmedo y José Oreghi se unieron luego a Romero. Tras 17 años de estériles intentos, la misión de los guaycurúes fue abandonada por los jesuitas. 
En un nuevo impulso misional, en 1750 se fundó San Fernando del Río Negro con abipones en el sitio de la actual Resistencia. En 1759 el cacique Lorenzo Mbayá firmó un efímero tratado de paz en Asunción, lo que permitió el establecimiento de misiones jesuitas entre los mbayáes. En 1760 el jesuita Manuel Durán fundó la reducción de San Juan Nepomuceno al oeste del río Paraguay con indígenas guaná que se hallaban sometidos a los mbayá. Al momento de la expulsión de los jesuitas contaba con 600 indígenas. En 1762 el gobernador del Paraguay José Martínez Fontes logró un acuerdo de paz con los abipones y posibilitó a los jesuitas establecerse en el Chaco en las reducciones de Misión del Santo Rosario, San Carlos del Timbó y Nuestra Señora del Bermejo, a cargo del padre Martín Dobrizhoffer. Cuando el gobernador Agustín Fernando de Pinedo fundó Concepción en 1773, envió al padre Méndez a fundar la reducción de mbayás de Nuestra Señora del Rosario de Egilechigó en el lugar llamado Itapucú, en donde los portugueses pretendieron establecer un fuerte. El lugar estaba ubicado en la "huella" que iba desde el Paraguay hasta Santa Cruz de la Sierra pasando por la reducción de San Ignacio de Zamucos, también efímera y de jurisdicción muy imprecisa. Asesinado Méndez en agosto de 1775, la reducción fue abandonada.
La Real Ordenanza de Intendentes de 1782 dispuso que se habrá de establecer una [intendencia] en la Ciudad de la Asunción del Paraguay, que comprenderá todo el territorio de aquel Obispado, lo cual fue considerado en Paraguay como su principal fuente de derechos sobre el Chaco debido a la presencia en ese territorio de misioneros basados en el Paraguay, costeados por esa provincia y bajo dependencia del obispo de Asunción. 
En 1786 el sacerdote Amancio González y Escobar fundó la Reducción de Melodía o Paraíso de Melodía, nombre dado en honor al gobernador Pedro de Melo de Portugal, en el lugar que luego de su abandono en 1806 sería conocido como Amancio Cué, y Villa Occidental. El cabildo de Asunción costeó parte del sostenimiento de la reducción, que incluía 6 soldados, y en diciembre de 1788 González y Escobar recibió la aprobación real.

### La cuestión de Tarija
El virrey del Perú Juan de Mendoza y Luna, marqués de Montesclaros, el 1 de noviembre de 1614 incorporó el Gran Chaco al corregimiento de Tarija. Una real cédula del 15 de septiembre de 1772 dispuso que el río Pilcomayo, que atraviesa el Chaco hasta frente a Asunción, se encontraba dentro del corregimiento de Tarija. Desde 1776 ese corregimiento formó parte del virreinato del Río de la Plata y desde 1784 fue absorbido en la intendencia de Potosí. Esos títulos posteriormente sirvieron de sustento a las pretensiones de Bolivia sobre el Chaco. 
Dos cédulas del rey de España del 17 de febrero de 1807 ordenaron segregar el partido de Tarija de la intendencia de Potosí y del arzobispado de Charcas e incorporarlos a la intendencia de Salta del Tucumán y al obispado de Salta. Aunque el pasaje jurisdiccional fue interrumpido por la Revolución de Mayo de 1810, fue ejecutado el 4 de febrero de 1826, tras la independencia de Bolivia. Tarija y sus territorios fueron, sin embargo, anexados a ese país el 3 de octubre de 1826, lo cual no fue reconocido por Argentina que siguió reclamando soberanía sobre ellos, incluyendo al Chaco de acuerdo con los mismos títulos coloniales esgrimidos por Bolivia.
Como respuesta a la anexión boliviana el Congreso Constituyente de Argentina sancionó la ley del 30 de noviembre de 1826 creado la provincia de Tarija, que comprendía la ciudad de Tarija, y su territorio adyacente, lo cual fue interpretado por autores argentinos como que el límite de esa provincia con Bolivia debía ser desde los 26° S, la cumbre de la cordillera de los Andes, luego por rumbo noroeste a la altura aproximada de los 68° O hasta las fuentes del río Cotagaita, siguiendo por este hasta su unión con el río San Juan del Oro, que forma el río Camblaya. Por este río y su continuación denominada río Pilaya hasta su confluencia con el río Pilcomayo. Desde ese punto siguiendo la línea con rumbo norte hasta alcanzar el río Grande o Guapay, por el que sigue hasta los 20° S y luego en línea recta hacia el este hasta encontrar el río Paraguay. De acuerdo a esos límites, todo el Chaco correspondería a la Argentina.
Desde su independencia en 1825 Bolivia intentó hacer valer su derecho a partir del criterio del uti possidetis iuris de 1810, reclamando el territorio que entonces correspondía al distrito de la Real Audiencia de Charcas, que según Bolivia comprendía el Chaco Boreal y Central hasta el río Bermejo por el sur. Sin embargo, España también había otorgado en tiempos coloniales jurisdicción al cabildo de Asunción del Paraguay en la región hasta los ríos Parapití y Yaurú, por lo que se traslapaban los reclamos bolivianos y paraguayos en la región.

### Presencia paraguaya en el Chaco
El Fuerte Borbón fue establecido por orden del rey Carlos IV de España al virrey Nicolás Antonio de Arredondo, quien dispuso su creación el 17 de octubre de 1791. Fue ejecutada por el gobernador del Paraguay Joaquín Alós y Brú ordenando al comandante de la villa de Concepción preparar los víveres y otros elementos para pertrechar a las tropas que serían enviadas desde Asunción, realizando la fundación el 25 de septiembre de 1792 el jefe del Regimiento de Dragones del Rey, José Antonio Zavala y Delgadillo, siendo su primer comandante José de Isasi. El fuerte era guardia en el alto Chaco Boreal con el propósito de contener el asedio de los indígenas y la penetración portuguesa a tierras de jurisdicción española, pasando a ser denominado Fuerte Olimpo desde 1823.
Las controversias sobre la soberanía del Chaco comenzaron por la ambigüedad con la que la monarquía española trazó los límites administrativos en esa región casi desértica y muy hostil. Separado el Paraguay de la dominación española en 1811 casi de inmediato se hicieron sentir las presiones portuguesas por anexarse el territorio del nuevo estado, pero el nuevo gobierno paraguayo encabezado por Gaspar Rodríguez de Francia sostuvo el Fuerte Borbón como su baluarte norte. Comenzó de inmediato la construcción de fortalezas sobre el río Paraguay para contener los ataques indígenas, fundando en territorio del Chaco: Monte Claro, Orange, Santa Elena, y Formosa. El nuevo estado paraguayo reclamó la jurisdicción sobre el Chaco hasta los límites precedentes del virreinato del Río de la Plata con el Brasil, esto es: hasta el río Yaurú, sin embargo la presión militar brasileña hizo que el límite efectivo paraguayo hacia 1864 se encontrara en el río Negro.
El artículo 4 del Tratado de Amistad, Auxilio y Comercio firmado el 12 de octubre de 1811 entre la junta de gobierno de Buenos Aires y la junta gubernativa del Paraguay establecía que los límites entre las intendencias de Buenos Aires y del Paraguay, permanecerían como se hallaban hasta que un congreso general de todas las provincias los definiese, por lo que no se explicitaron los límites entre ellas en el Gran Chaco, ocupado por indígenas no sometidos a esos gobiernos.
Como respuesta a la confiscación de buques y mercancías destinadas al Paraguay que realizó el gobernador de Corrientes, coronel Joaquín Madariaga, en agosto de 1844 el presidente paraguayo Carlos Antonio López envió soldados a la isla del Cerrito para expulsar a los obrajeros correntinos instalados en ella. En 1846 destinó un piquete permanente de diez soldados en la isla, y en 1847 hizo desalojar otros obrajes en territorio chaqueño frente a Corrientes, pero una creciente del río Paraná en 1848 obligó la evacuación paraguaya de la isla del Cerrito.
La Confederación Argentina reconoció la independencia del Paraguay mediante el Acta de reconocimiento de la soberanía e independencia de la República del Paraguay por la Confederación Argentina del 17 de julio de 1852. Comenzaron luego las negociaciones entre ambos países por sus límites, lo que derivó en ese mismo año en un tratado por el cual se reconocía al Paraguay la soberanía de las tierras situadas al norte del río Bermejo. Debido a que el congreso argentino no ratificó ese tratado las negociaciones se retomaron en 1856, sin lograrse avances en cuanto a límites pero si firmando un tratado el 9 de julio de 1856 que dejó su definición para más adelante. El Chaco Austral nunca fue pretendido por Paraguay —excepción hecha de la estratégica isla del Cerrito—, quedando el conflicto reducido al Chaco Central y al Chaco Boreal. En este último el Paraguay concentró sus esfuerzos, defendiendo la pequeña población de Villa Occidental, fundada el 13 de junio de 1856 mediante un decreto de Carlos Antonio López, en el sitio que ocupara la Reducción de Melodía, en donde el año anterior radicó a 120 familias (410 personas) de colonos franceses en una colonia llamada Nueva Burdeos.

## Guerra de la Triple Alianza
Pocos días después de conocida en Buenos Aires la invasión paraguaya de Corrientes, el 1 de mayo de 1865 se firmó en la capital argentina el Tratado de la Triple Alianza, que se mantuvo secreto. El artículo 16 de ese tratado especificaba que concluida la guerra se fijarían los límites del Paraguay de forma tal que tanto el Brasil como la Argentina incorporasen la totalidad de los territorios que pretendían disputar a ese país.

Art. 16. A fin de evitar discusiones y guerras que las cuestiones de límites envuelven, queda establecido que los aliados exigirán del gobierno del Paraguay que celebre tratados definitivos de límites con los respectivos gobiernos bajo las siguientes bases: La República Argentina quedará dividida de la República del Paraguay, por los ríos Paraná y Paraguay, hasta encontrar los límites del Imperio del Brasil, siendo éstos, en la ribera derecha del Río Paraguay, la Bahía Negra. El Imperio del Brasil quedará dividido de la República del Paraguay, en la parte del Paraná, por el primer río después del Salto de las Siete Caídas que, según el reciente mapa de Mouchez, es el Igurey, y desde la boca del Igurey y su curso superior hasta llegar a su nacimiento. En la parte de la ribera izquierda del Paraguay, por el Río Apa, desde su embocadura hasta su nacimiento. En el interior, desde la cumbre de la sierra de Mbaracayú, las vertientes del Este perteneciendo al Brasil y las del Oeste al Paraguay, y tirando líneas, tan rectas como se pueda, de dicha sierra al nacimiento del Apa y del Igurey.
Tratado Secreto de la Triple Alianza

El día de la firma del tratado los plenipotenciarios intercambiaron cartas reversales respecto del artículo 16, dejó a salvo los derechos de Bolivia sobre los territorios del Chaco. 
El presidente paraguayo Francisco Solano López ordenó construir el Reducto Cierva en la margen derecha del río Paraguay en territorio actualmente perteneciente a la provincia del Chaco en Argentina, pocos km al este de la localidad de Las Palmas. Junto con la Fortaleza de Humaitá, al otro lado del río, cerraba el acceso por vía fluvial a Asunción. El reducto estaba defendido por 500 hombres y 9 piezas de artillería, y fue ocupado por tropas brasileñas el 19 de febrero de 1868.
De acuerdo al tratado, Argentina fijó como límite este de sus pretensiones territoriales en el Chaco el río Paraguay hasta la bahía Negra, punto en el que convino con Brasil encontrar sus fronteras. Al finalizar la guerra, a los diplomáticos aliados les fue imposible imponer una paz conjunta, por los intereses contrapuestos de sus gobiernos, debiendo ceder en varias de sus ambiciones para no terminar en el cierre de las relaciones diplomáticas entre ellos, lo que dio la oportunidad al país derrotado de discutir derechos sobre los territorios en litigio. Brasil acordó un tratado con el triunvirato paraguayo haciendo fracasar la negociación colectiva a la que se había obligado por el tratado secreto, logrando así sostener mejor sus intereses: la obtención de los territorios en litigio que tenía en el norte y este de Paraguay y la anulación de las demandas territoriales que había reconocido a Argentina en el Chaco. El gobierno paraguayo —manejado entonces por la diplomacia brasileña— tras firmar el acuerdo de límites con Brasil comenzó la defensa diplomática de los territorios en conflicto con Argentina.

## Ocupación del Chaco por Argentina
Ante las imposiciones brasileñas al Paraguay el nuevo gobierno argentino encabezado por el presidente Domingo Faustino Sarmiento buscó evitar que ese país se convirtiera en un protectorado brasileño. El ministro de relaciones exteriores de Sarmiento, Mariano Adrián Varela, llevó adelante lo que se conoció como doctrina Varela, por la cual buscó atraer al Paraguay limitando las pretensiones territoriales de Argentina (lo que pretendía también que hiciera Brasil), alejándolo a la vez del dominio brasileño, mientras recuperaba la imagen exterior del país ante los demás países americanos, inclinados a simpatizar con los paraguayos durante la guerra. Varela condensó esa doctrina en dos discursos: Si con Paraguay aniquilado somos hoy exigentes, no esperemos simpatías cuando ese pueblo renazca. Esperémoslas si lo contemplamos en sus desgracias, a pesar de los enormes sacrificios y de la sangre derramada (el 9 de marzo de 1869); Casi todas las naciones de la tierra han mostrado horror a la guerra de Paraguay, por desconfianza de nuestras intenciones. No debemos, por tanto, dar pretexto de que tales recelos se confirmen (el 8 de mayo de 1869).
Cuando en 1869 el gobierno provisorio del Paraguay exigió el pago del impuesto de patentes a los habitantes de Villa Occidental, el ciudadano estadounidense Eduardo Hopkins que tenía intereses allí, con el objeto de no pagarlo, se dirigió al general argentino en Asunción instándolo a que se apoderase de la villa. En respuesta el general Emilio Mitre notificó al gobierno provisorio el 17 de noviembre de 1869 que:

Habiendo el señor Hopkins recibido una intimación por la cual se le da conocimiento de una resolución de la Capitanía del Puerto de esta Ciudad ordenándole que saque patente para el establecimiento que tiene en el Chaco, debo dirijirme á V. E. para hacerle presente que el Chaco es esclusivamente argentino y que en él nada tienen que hacer las autoridades paraguayas.— Muy pronto mandaré por tanto á la Villa Occidental una guarnición y un Gefe á fin de que enarbolen allí la bandera y establezcan nuestra jurisdicción.

Días después fue ocupada la villa izando la bandera argentina en ella. La localidad fue rebautizada Villa Argentina, estableciéndose un cuartel militar. El ministro de relaciones exteriores del Brasil, barón de Río Branco, (apodado o Virrei do Paraguaí) hizo que el triunvirato paraguayo elevara una nota de protesta ante Argentina el 25 de noviembre de 1869:

El Gobierno Provisorio no invoca las estipulaciones contenidas en el Tratado de la triple alianza, sin embargo creia y cree que, en cuanto á cuestiones de límites y á otros puntos, ese tratado no establece sino condiciones que dependen de ajustes ulteriores entre todas las partes interesadas; ajustes á los que se opone el Gobierno Argentino, remitiéndolos al período del Gobierno Permanente. Entendía por tanto que, sino en todo, á lo menos en lo que respecta al Chaco desde el Bermejo, no querría el Gobierno Argentino alterar el estado ante bellum, en cuanto no se entrase á los ajustes á que se refiere el mismo tratado. Esto no impediría que los Aliados se sirvieren del Chaco, como de cualquier otra parte del territorio paraguayo, para las operaciones de guerra, en que el Gobierno Provisorio también está interesado y para cuyo triunfo completo desea contribuir con aquello que fuere compatible con sus limitados recursos.
 En esta inteligencia no podía el Gobierno Provisorio persuadirse de que le sería recusado el derecho de ejercer jurisdicción en una antigua población, frontera ó departamento de la Capital de la República, creada por los esfuerzos y capitales de la Nación Paraguaya y de la cual tiene mucha necesidad para dar abrigo y alimento á una parte de las infelices familias llegadas del mas cruel destierro y que se encuentran acumuladas en esta ciudad con peligro de la salud publica y sin mas medios de subsistencia que los que les puede ofrecer el Estado ó la caridad particular.

El canciller Varela se opuso a esa ocupación y el 21 de diciembre de 1869 expresó: la victoria no da derechos a las naciones aliadas para declarar por sí, límites suyos los que el tratado señaló. Varela basaba su pensamiento en que Argentina intervino en la guerra por haber sido agredida por el presidente paraguayo, no para imponer límites por la fuerza, Brasil sin embargo, temió que fuese una estrategia argentina para reasumir la idea sostenida por Juan Manuel de Rosas de restablecer el virreinato del Río de la Plata.
El 27 de diciembre de 1869 el gobierno argentino ofició la aprobación del accionar de Emilio Mitre en el asunto, lo cual fue respondido por el gobierno provisorio el 12 de enero de 1870 diciendo:

Dejando así contestada la nota de V. E. y salvo también el derecho de la República del Paraguay al dominio que, desde la fundación de esta Provincia, ha ejercido hasta hoy en el territorio últimamente ocupado por las fuerzas de la República Argentina (...)

Sarmiento consultó a su predecesor Bartolomé Mitre, quien le respondió: el gobierno argentino no podía sostener que la victoria no daba derechos, cuando precisamente había comprometido al país en una guerra para afirmarlo por las armas. Que si la victoria no daba derechos, la guerra no había tenido razón de ser, considerando que sostener tal doctrina era asumir ante el país una tremenda responsabilidad, declarándole que su sangre derramada, sus tesoros gastados, todos sus sacrificos hechos, no habían tenido objeto. Influenciado así por Bartolomé Mitre, Sarmiento abandonó la doctrina Varela, cesando a este en el cargo de ministro de relaciones exteriores el 17 de agosto de 1870 y designando a Carlos Tejedor en su lugar. De esta manera ante lo que parecía una anexión del Paraguay al Brasil, Argentina reclamó todo el Chaco Boreal, desde el cruce del paralelo 22º S con el río Pilcomayo hasta la bahía Negra del río Paraguay (casi en los 20º S), mientras que comenzaron las campañas militares en contra de los indígenas del Chaco al norte del río Salado, que culminaron en 1884 con su sometimiento. La primera de esas campañas militares fue la que realizó en 1870, y repitió en 1872, el teniente coronel Napoleón Uriburu hasta el paraje La Cangayé, antigua reducción indígena fundada en 1781 en los alrededores de la confluencia del río Teuco con el antiguo cause del río Bermejo. Ese territorio estaba bajo control de pueblos como los tobas, pilagáes, chulupíes y tapietés, casi todos acérrimos enemigos del Paraguay.
Una vez constituido un gobierno permanente en el Paraguay comenzaron las negociaciones limítrofes, retirándose el plenipotenciario argentino Bartolomé Mitre sin lograr ningún acuerdo. La ley argentina N.º 28 del 17 de octubre de 1862 había dispuesto que todos los territorios nacionales existentes fuera de los límites o posesión de las provincias fuesen nacionales, lo que permitió al gobierno nacional disponer de ellos. Ante la inminente escalada en los hechos Sarmiento tomó el 31 de enero de 1872 una decisión apresurada pero estratégica: crear mediante un decreto la gobernación del Chaco. El 18 de octubre de 1872 el decreto fue transformado en la ley N° 576, la cual oficializó al comandante de las fuerzas argentinas acantonadas en Asunción, Julio de Vedia, como primer gobernador. Por el mismo decreto se designó como capital de esa gobernación a Villa Occidental, centro del conflicto. Los límites del territorio no fueron mencionados en el decreto ni tampoco en la ley, extendiéndose desde el río Salado y el arroyo del Rey al sur, hasta la bahía Negra al norte. Hacia el oeste, no estaban definidos. El representante de Bolivia en Buenos Aires protestó inmediatamente al conocer el decreto.
La protesta del gobierno paraguayo del 18 de febrero de 1872 decía:

El Gobierno de la República del Paraguay, en el deber de salvar los legítimos derechos de la patria, usurpados por un acto arbitrario del Gobierno Argentino, en que, por medio de un Decreto, se apodera del territorio del Chaco, apelando á las fuerzas de las armas que emplea contra quien no puede resistir, hace su protesta ante el mundo civilizado y ante todas las naciones amigas contra el proceder incalificable del Gobierno Argentino.
 El Paraguay, al aceptar en su fondo el Tratado de la Triple Alianza, por el Protocolo de 2 de Junio, se reservó el derecho de dirimir sus límites con los aliados, según los títulos que cada una de las potencias presentara.
 (...)
 Pero ante semejante Decreto ya no queda duda al pueblo paraguayo de las ideas de absorción que tiene la República Argentina sobre el Paraguay, y es por esta razón que el Gobierno cumpliendo su deber, protesta y no reconocerá el Chaco por territorio Argentino, hasta que no se presenten mejores títulos que los que él posee.

## Negociaciones entre Argentina y Paraguay
El deterioro de las relaciones entre Argentina y Brasil aumentó cuando este último país y Paraguay, gobernado por Cirilo Rivarola, firmaron el 9 de enero de 1872 el Tratado Cotegipe-Lóizaga, que definió los límites entre ambos entre los ríos Paraná y Paraguay. El tratado fue precedido por los protocolos secretos del 15 de diciembre de 1870 y del 14 de enero de 1871, mediante los cuales se acordaron los límites del Paraguay con Brasil y se protocolizó que Argentina no debía pasar del Pilcomayo, sin consultar con el gobierno argentino. Esos acuerdos violaban el artículo 6º del tratado de la Triple Alianza del 1º de mayo de 1865.
Sarmiento designó a Bartolomé Mitre para encabezar la misión al Brasil que debía solucionar la situación. Mitre viajó a Río de Janeiro y el 19 de noviembre de 1872 acordó la vigencia del Tratado de la Triple Alianza, pero aceptando como un hecho consumado el Tratado Cotegipe-Lóizaga, a la vez que reconocía la línea del Pilcomayo, incluyendo una franja del territorio abarcando a Villa Occidental, como límite norte de Argentina y sometiendo el resto del Chaco Boreal a un arbitraje. Sin embargo de lo acordado, no fue puesto por escrito. Entre julio y agosto de 1873 Mitre estuvo en Asunción conferenciando con el presidente Salvador Jovellanos y con el nuevo canciller brasileño vizconde de Araguaya, quien pese a lo que Mitre decía haber acordado en Río de Janeiro sostuvo que tenía instrucciones de no aceptar que Villa Occidental fuera adjudicada a Argentina. El 9 de noviembre de 1873 Mitre renunció a su comisión sin haber logrado un acuerdo.
El 20 de mayo de 1875 el representante paraguayo Jaime Sosa acordó con el canciller argentino Carlos Tejedor en Río de Janeiro el reconocimiento de la soberanía argentina en el Pilcomayo incluyendo Villa Occidental, a cambio de la gestión argentina para el retiro de las fuerzas de ocupación brasileñas, pero la presión imperial logró que el congreso paraguayo rechazara el acuerdo y separara a Sosa de la negociación declarándolo traidor a la patria. La isla del Cerrito (o del Atajo), ubicada en la desembocadura del río Paraguay en el Paraná, luego de la guerra permaneció bajo ocupación brasileña hasta que fue entregada a la República Argentina el 8 de septiembre de 1876, instalándose en el cuartel de la isla la sede de la gobernación del Chaco desde septiembre de 1876 hasta el 1 de enero de 1877, cuando fue de nuevo trasladada a Villa Argentina hasta su evacuación.

## Tratado Machaín-Irigoyen
El 3 de febrero de 1876, los cancilleres Facundo Machaín (paraguayo) y Bernardo de Irigoyen (argentino) llegaron a un acuerdo definitivo sin tener en cuenta los derechos de Bolivia (Tratado Machaín-Irigoyen): quedarían fuera de cuestión los territorios ubicados al sur del río Pilcomayo (Chaco Central) y los ubicados al norte del río Verde, siendo reconocidos como argentinos y paraguayos respectivamente: 

Art. 2°. Por la parte del Oeste la República del Paraguay se divide de la República Argentina por la mitad de la corriente del canal principal del Río Paraguay desde su confluencia con el Río Paraná, quedando reconocido definitivamente como perteneciente á la República Argentina el territorio del Chaco hasta el canal principal del Río Pilcomayo, que desemboca en el Río Paraguay en los 25° 20' de latitud Sur, según el mapa de Mouchez y 25° 22' según el de Brayer.

En el artículo N° 3 se estableció: Pertenece al dominio de la República Argentina la Isla del Atajo ó Cerrito.
El tratado sometía el territorio ubicado entre los ríos Pilcomayo y Verde a un arbitraje internacional:

Art. 4°. El territorio comprendido entre el brazo principal del Pilcomayo y Bahía Negra se considerará dividido en dos secciones, siendo la primera la comprendida entre Bahía Negra y el Río Verde que se halla en los 23° 10' de latitud Sur, según el mapa de Mouchez; y la segunda la comprendida entre el mismo Río Verde y el brazo principal del Pilcomayo, incluyéndose en esta sección la Villa Occidental.
 El Gobierno Argentino renuncia definitivamente á toda pretensión ó derecho sobre la primera sección.
 La propiedad ó derecho en el territorio de la segunda sección, inclusa la Villa Occidental, queda sometido á la decisión definitiva de un fallo arbitral.
Tratado Machaín-Irigoyen

Ambos países convinieron en solicitar al presidente de los Estados Unidos sus servicios como árbitro:

Art. 5°. Las dos Altas Partes Contratantes convienen en elegir al Excmo. señor Presidente de los Estados Unidos de Norte América, como Arbitro para resolver sobre el dominio á la segunda sección de territorio á que se refiere el artículo que precede.

El tratado entró en vigor al ser canjeadas las ratificaciones en Buenos Aires el 13 de septiembre de 1876. El presidente Hayes aceptó la tarea de mediador el 28 de marzo de 1877, cuando lo comunicó a ambos gobiernos.

### Condiciones arbitrales acordadas en el tratado
Se fijó un plazo de 60 días desde el canje de ratificaciones para que las partes solicitaran la mediación al presidente de los Estados Unidos (art. 6°). Si este no aceptaba ser árbitro se debía elegir otro de común acuerdo en los 60 días siguientes al recibo de la excusación, o en forma unilateral si una parte no cumplía el plazo. Las mismas condiciones regirían en el caso de ulteriores excusaciones. El acatamiento al fallo era obligatorio (art. 7°).
A partir de la fecha en que el árbitro aceptase el nombramiento cada parte tenía doce meses para presentarle las memorias con la exposición de los derechos con que cada uno se consideraba al territorio disputado, junto con los documentos, títulos, mapas, citas y referencias. El plazo no podía extenderse, pero una vez vencido el árbitro podía solicitar nuevos aportes documentales (art. 8°).
Si una parte no presentaba la memoria el árbitro debía fallar sobre la base de la memoria presentada por la otra parte y a los memorandums y documentos intercambiados en las negociaciones de 1873 por los representantes de ambos países (memorándum de Mitre y contra-memorándum del 31 de octubre de 1873 de José del Rosario Miranda), los cuales eran suficientes para fallar si ninguna de las dos partes presentaban sus respectivas memorias (art. 9°). El fallo arbitral era definitivo y obligatorio (art. 10°).
Ninguna de las partes debía realizar innovaciones en el sector sometido a arbitraje, siendo nulo cualquier título emanado de hechos de posesión antes del fallo. Argentina podía seguir explotando bajo su jurisdicción las concesiones madereras en el área hasta la concreción del fallo (art. 11°).
La parte perjudicada en el fallo podía mantener sus derechos de propiedad y posesión y debía ser indemnizada por los edificios públicos que hubiese construido. Esa indemnización y su forma de pago sería determinada por un comisario nombrado por cada parte a los 6 meses de pronunciado el fallo, quienes podían elegir a un tercero si no se ponían de acuerdo (art. 12°).
Los reconocimientos de territorios que hubiese practicado algunos de los dos países en la zona en disputa no podían alterar los derechos o títulos (art. 13°).

## Memoria argentina
La Memoria argentina fue presentada en un manuscrito en español al secretario de estado de los Estados Unidos, William Evarts, el 25 de marzo de 1878 (dos días antes del plazo máximo) por el dr. Manuel R. García, ministro plenipotenciario argentino residente en Washington D. C.. Había sido preparada por Ángel Justiniano Carranza y completada por García. El dr. Vicente Quesada había colaborado buscando documentos en el Archivo de Indias en Sevilla y en el Depósito Hidrográfico de Madrid. La Memoria argentina consistía en un alegato de 155 folios y otros 314 de documentos. Fueron presentados siete mapas: 1) del virreinato del Río de la Plata, por Félix de Azara; 2) del mismo virreinato, por Miguel de Lastarria; 3) del Paraguay, por Amédée Mouchez; 4) del Chaco y del Paraguay, por Azara; 5) otro del virreinato, por Lastarria; 6) extracto del mapa de Sudamérica, por Francisco Requena; 7) extracto del mapa de Sudamérica de Juan de la Cruz Cano y Olmedilla. García adjuntó los trabajos de Belisario Saravia y de Manuel Ricardo Trelles: Límites del Paraguay y de la República Argentina; la memoria póstuma de Azara; la memoria del ministro de relaciones exteriores de Argentina (1874-1876); Our Bolivian Frontier de Juan Sequizaman; un extracto de los papeles del padre Francisco Aman González; y una copia de manuscritos de Lastarria. 
La Memoria argentina alegaba que cuando fue fundada la ciudad de Concepción del Bermejo en el Chaco se le asignaron límites que lindaban con los de Asunción, los cuales fueron mencionados por el virrey del Perú José de Armendáriz en su memoria a su sucesor como: el Paraguay corre al este de los límites del río Paraguay. Esa ciudad fue adjudicada al gobernador de Buenos Aires en 1617 y según la exposición argentina abrazaba todo el Chaco, y al ser abandonada en 1635 este retuvo su jurisdicción. Exponía también que cuando en 1793 Azara fue comisionado por el cabildo de Asunción para trazar un mapa del Paraguay, expresó que en el Chaco ningún límite le había sido asignado a la provincia y obispado del Paraguay. Se menciona al capitán Juan Francisco Aguirre, quien en 1804 expresó que el Paraguay limitaba al oeste con el Gran Chaco, del que lo separaba el río Paraguay. Una declaración similar fue adjudicada al cosmógrafo Julio R de César. Cuando en 1812 Buenos Aires ofreció al Paraguay abrir un camino por el Chaco al Alto Perú, le respondieron que nada podría realizarse allí. Otro argumento decía que Carlos A. López en 1846 fue el primero en reclamar el Chaco hasta el Bermejo para el Paraguay, manifestando que continuaban en posesión de todos los territorios que no le fueron quitados en 1620, lo cual fue negado por García al expresar que esa continuidad correspondía a Buenos Aires por ser la parte principal de la gobernación. Niega la Memoria que los establecimiento paraguayos en el Chaco hayan sido de acuerdo a las Leyes de Indias, que la reducción de Timbó fue efímera y que no la aprobó el rey. Que las misiones jesuitas paraguayas no correspondían al gobierno de esa provincia, sino que a los propios jesuitas. Que las reducciones de 1778 y 1782 fueron fundadas por orden del virrey de Buenos Aires que requirió la colaboración paraguaya. Sigue la relación negando importancia a las fundaciones paraguayas del Chaco y observando que fallaron en su misión de convertir a los indígenas, además de que el Fuerte Borbón fue ordenado construir por el rey al virrey de Buenos Aires, quien lo delegó en el gobernador del Paraguay. Niega también validez a los títulos de ocupación de facto cuando existen previos de derecho. Enumera luego las muchas expediciones al Chaco conducidas desde territorios luego argentinos, algunas con aprobación real.

## Memoria paraguaya
La Memoria paraguaya fue presentada a Evarts en un manuscrito en idioma español por el enviado extraordinario y ministro plenipotenciario del Paraguay en misión especial en Washington, Benjamín Aceval, el 27 de marzo de 1878, el día que expiraba el plazo de un año para presentarla. Aceval contó con la colaboración de José Falcón en la búsqueda y recopilación de documentos en el Archivo de Asunción. Contaba la Memoria de un alegato de 9 capítulos y un apéndice con documentos y anexos. Aceval arribó a Washington D. C. el 14 de diciembre de 1877 y firmó la Memoria el 20 de marzo de 1878. Los documentos anexos fueron presentados en un impreso que no fue conocido por el plenipotenciario argentino hasta la notificación del laudo.

### Capítulo I
En el capítulo I Aceval se excusó por la deficiencia de la Memoria en razón de no tener preparación para ello, del tiempo escaso para redactarla, de la desaparición de documentos del Archivo Nacional de Asunción durante la guerra, de no haberse podido enviar comisionados a hurgar en los archivos de España, y de que a su juicio Argentina nunca había discutido ni pretendido derechos al Chaco Boreal hasta el Tratado de la Triple Alianza de 1865. Aceval expresó que antes de esa fecha solo había habido opiniones particulares o artículos de diarios, pero nunca notas oficiales.

### Capítulo II
Aceval comenzó con un breve resumen histórico en el capítulo II, desde el descubrimiento del Río de la Plata hasta la Revolución de mayo de 1811 intentando demostrar que cuando la gobernación del Río de la Plata y del Paraguay fue dividida en 1617 la nueva gobernación del Río de la Plata con sede en Buenos Aires fue cortada de la de Asunción, la cual a su entender quedó con todos los territorios no adjudicados a Buenos Aires. Para ello citó el acta del cabildo de Buenos Aires del 17 de noviembre de 1618 por el cual Diego de Góngora asumió como primer gobernador de Buenos Aires expresando Gobernador é Capitán General de estas Provincias del Río de la Plata, y Pueblos del gobierno que se ha separado. Negó que tuviera lógica que la destruida ciudad de Concepción del Bermejo, adjudicada al gobierno de Buenos Aires, pudiera haber tenido jurisdicción más al norte del río Bermejo y menos aún del Pilcomayo, al ser ambos ríos caudalosos. 
Utilizando la real cédula de 1617, Aceval hizo notar que la razón de la división de la gobernación fue que el gobernador recidía mucho tiempo en Buenos Aires para atender su defensa, no pudiendo así atender la defensa de las ciudades amenazadas por los guaycurúes y payaguáes. Como esos indígenas habitaban el Chaco y amenazaban a Asunción, no veía que tuviera lógica que el Chaco hubiera sido adjudicado a la jurisdicción del gobernador de Buenos Aires, no pudiendo así el de Asunción entrar en él para defender su capital. Expresando también la real cédula que el objeto de tener un gobernador en la provincia del Paraguay serviría para reducir a la fe a gran número de indios infieles que había en ella, es decir a los guaycurúes y payaguáes del Chaco.

### Capítulo III
Como el Ministerio de Relaciones Exteriores de Argentina publicó la documentación de su Memoria antes de presentarla, Aceval pudo disponer de ella para rebatir los argumentos argentinos y aprovechar la documentación que contenía. Procedió así a rebatir en el capítulo III el argumento de que la adjudicación de la ciudad de Concepción del Bermejo a la gobernación del Río de la Plata implicaba también el territorio del Chaco. Para ello expresó que las palabras del acta de fundación de esa ciudad: la cual Ciudad y asiento confina con todos los confines que son su comarca están de todo el Río Bermejo y por confines y términos los de la Ciudad de la Asunción y Santa-Fé y Santiago del Estero eran incomprensibles y limitando con Asunción era contra el sentido común que siendo esta la ciudad más antigua haya establecido al fundarse sus límites en el río Paraguay. Y que habiendo sido destruida Concepción del Bermejo en 1631 el Paraguay con sus recursos y expresa aprobación real estableció reducciones en el Chaco, aprobación que también dio el virrey de Buenos Aires sin queja de esa ciudad. Además de que al crearse la intendencia del Paraguay se le adjudicó el territorio de su obispado, el cual comprendía las misiones establecidas en el Chaco y era una disposición que suplantaba a toda otra anterior, ejerciendo el Paraguay posesión del territorio. Hace notar también que el documento presentado por Argentina sobre la erección de la reducción de Los Remolinos en el Chaco por el gobernador Pedro Melo de Portugal dice que se hallaba en la provincia del Paraguay.

### Capítulo IV
En el capítulo IV Aceval intentó demostrar la posesión que el Paraguay tuvo sobre la parte del Chaco al norte del Bermejo, e incluso desde la confluencia del Paraná con el Paraguay, aportando 47 documentos en el anexo C y testimonios de 1782 en el anexo D. Entre esos documentos se halla uno del gobernador José Martínez Fontes de fecha 20 de marzo de 1763, que expresa que la reducción de abipones de San Carlos del Timbó en el Chaco se hallaba dentro de la gobernación del Paraguay. Se explayó luego sobre las reducciones de: San Francisco Solano de Remolinos (de mocovíes, fundada en 1776 y en 1778), de tobas (en 1782 y 1791), y Melodía (1786), sobre el Fuerte Borbón (fundado en 1792), y sobre las expediciones paraguayas al Chaco en 1721 (jesuitas Patiño y Niebla), 1794 (coronel José Espínola). En cuando a la jurisdicción del obispado de Asunción expone que la cédula del 24 de febrero de 1724 expresa arreglándoos á las erecciones de esas Iglesias y á la posesión y costumbres en que estuviereis tocante el ejercicio de vuestra jurisdicción, por lo que las reducciones paraguayas del Chaco le pertenecían por costumbre.

### Capítulo V
En el capítulo V hizo un resumen de las relaciones del Paraguay con Buenos Aires desde la Revolución de Mayo, deteniéndose en el tratado del 12 de octubre de 1811 que expresa: debiendo, en lo demás quedar también por ahora los límites de esta Provincia del Paraguay en la forma en que actualmente se hallan. Interpretando que Buenos Aires reconoció los límites que entonces tenía el Paraguay, a excepción de los cuestionamientos expresos sobre las lomas de Pedro González y Candelaria. Se refirió también a los fuertes de Santa Elena, Monte Claro, Orange, y Formosa que Rodríguez de Francia hizo construir en el Chaco, en los cuales se juró la independencia en 1842, y a la población de San Venancio creada en 1844 frente a Asunción y evacuada durante la guerra, y a la colonia de Nueva Burdeos de 1855. Se refiere luego al Tratado de Navegación y Límites entre la Confederación Argentina y la República del Paraguay firmado el 15 de julio de 1852, que reconoció la soberanía paraguaya al norte del Bermejo: 

Artículo 4°. El Rio Paraguay pertenece de costa á costa en perfecta soberanía á la República del Paraguay hasta su confluencia con el Paraná.
 Artículo 5°. La navegación del Río Bermejo es perfectamente común á ambos Estados.

Ese tratado en su artículo 6° establecía una franja neutral de una legua en la costa chaqueña del río Paraguay entre el Paraná y el Bermejo, y en el 11° reconocía al Pilcomayo como río paraguayo, pero fue rechazado por el congreso argentino en 1855 quedando nulo y sin valor y fue remplazado por el tratado del 29 de julio de 1856 que dejó en suspenso los límites.

### Capítulo VI
En este capítulo Aceval repasa las opiniones de algunos historiadores, citando al sacerdote Pedro Lozano en su libro Historia de la Provincia del Paraguay, Río de la Plata y Tucumán, que expresa que el río Bermejo era el límite de la gobernación del Río de la Plata. Cita también a Félix de Azara, para rebatir la Memoria argentina que lo toma como favorable a su opinión, en su obra Descripción e Historia del Paraguay y Río de la Plata, que expresa sobre los límites entre ambas gobernaciones: quedando aun sin asignarse en la parte del Chaco; y en el libro Voyages dans l'Amerique Medidionale: los diferentes Gobiernos Españoles no tienen límites marcados en el Chaco. Los otros autores citados son Alfredo Demersay, Alfredo Marbais du Graty, Benjamín Poucel, y Luis Lorenzo Domínguez, todos con expresiones favorables a la presencia paraguaya en el Chaco.

### Capítulo VII
En este capítulo Aceval informó sobre la certificación de los documentos presentados en el anexo C, todos copias extraídas del Archivo de Asunción por el escribano mayor de gobierno del Paraguay, que fueron firmadas por los ministros del interior y de relaciones exteriores de ese país y por el encargado de negocios de Italia en Asunción, quien contactó la autenticidad de las copias y su firma fue legalizada por el ministro de Italia en Buenos Aires, que a su vez lo fue por el ministro de los Estados Unidos en esa ciudad. Los documentos del anexo D fueron entregados originales al árbitro, lo mismo que publicaciones como El Paraguayo Independiente. Hizo a continuación Aceval una recopilación de proposiciones que da por demostradas en la Memoria. 
- 1) Que Asunción fue la primera ciudad de españoles fundada en la región y que fue madre de otras ciudades posteriores;
- 2) Que el Paraguay no se limitó al este del río homónimo sino que fundó Concepción del Bermejo y las reducciones en el Chaco de San Bernardo, Santiago de Cangayé, y Nuestra Señora de Dolores;
- 3) Que al dividirse las gobernaciones en 1617 no se mencionó ningún límite territorial y que al Paraguay asignó el rey la conversión de los indígenas infieles que habitaban al norte del Bermejo;
- 4) Que luego de destruida Concepción del Bermejo en 1631 Buenos Aires no hizo ningún intento por repoblarla o suplantarla y que fue el Paraguay la provincia que estableció un siglo después en el Chaco las reducciones de Timbó, San Francisco Solano de Remolinos, de tobas frente a San Antonio, de Melodía, y el Fuerte Borbón;
- 5) Que en todos los tiempos el Paraguay dirigió expediciones al Chaco, como la de los jesuitas Patiño y Niebla en 1721 y las del coronel Espínola en 1794 y pocos años antes al Bermejo, así como las punitivas: del cabo mayor Alonso Ortiz de Zárate y las dos del sargento mayor Roque González. Se hallaban también en el territorio establecimientos privados paraguayos como el de Asencio Flecha frente a Asunción.
- 6) Que luego de la emancipación paraguaya de España el Paraguay ejerció derechos soberanos sobre el Chaco, como la construcción de los fuertes Santa Elena, Monte Claro, Orange, y Formosa, mandada realizar por Rodríguez de Francia, que existían en 1842, y la población de San Venancio erigida en 1844 por Carlos A. López bajo la custodia de varios fortines. Que este último gobernante mandó establecer la colonia de franceses de Nueva Burdeos en 1855, que a pesar de su abandono por los colonos continuó con paraguayos como Villa Occidental.
- 7) Que cuando fue designado el primer intendente del Paraguay en 1783, Pedro Melo de Portugal, se le asignó por jurisdicción todo el territorio del obispado de Asunción (territorio con el que se emancipó el Paraguay), que entonces comprendía varias reducciones en el Chaco. Disposición que deroga a toda otra precedente. Niega también la afirmación de la Memoria argentina respecto de que las fundaciones paraguayas en el Chaco fueron efímeras, citando que San Francisco Solano de Remolinos duró desde 1778 a 1817, que Melodía lo hizo a partir de 1786 por más de 30 años, y que el Fuerte Borbón fundado en 1792 estaba aún existente.

Enumera luego los títulos que a su juicio el Paraguay tenía sobre el territorio:

1°. En el derecho que emana de la conquista y de su calidad de primer ocupante, demostrado por sus mas antiguas posesiones.
 2°. En la posesión no interrumpida, con aprobación del Rey, de territorios desiertos durante más de un siglo, después de la División de 1617.
 3.° En el Real Despacho de 1783, que fija la extensión territorial y jurisdiccional de la Provincia del Paraguay, estando con toda evidencia comprendido dentro de ella el territorio del Chaco.
 4° En el derecho de usucapion ó prescripción que ha adquirido segun el Derecho de Gentes por su pacífica y continuada posesión desde la conquista y especialmente desde 1762; derecho que invoco á su favor.

Sobre el derecho de usucapión se explaya explicando que quedaban cumplidos sus requisitos al mantener el Paraguay posesiones en el Chaco en forma ininterrumpida desde 1762, al silencio completo y tácita aprobación de Buenos Aires sobre ellas, y al tiempo transcurrido, todo lo cual hacía prescribir ante el Derecho de Gentes los derechos argentinos.

### Capítulo VIII
En este capítulo, Aceval dio su opinión sobre los motivos de la guerra de la Triple Alianza, expresó que fue en el tratado de alianza de 1865 que apareció por primera vez la pretensión argentina al sector del Chaco que llama Chaco Paraguayo en toda la Memoria. Expuso también el incidente que dio lugar a la ocupación argentina de Villa Occidental en 1869, citando las notas de protesta paraguayas.
Sigue luego la declaración exponiendo que en el artículo 2° del protocolo firmado en Asunción el 20 de junio de 1870 por el gobierno provisorio del Paraguay y los plenipotenciarios argentino y brasileño, el Tratado de Alianza del 1 de mayo de 1865 fue modificado en lo relativo a límites, conviniéndose que el Paraguay se reservaba proponer modificaciones al tratado en esas cuestiones. Se refiere también a la nota del 27 de diciembre de 1870 del ministro de relaciones exteriores argentino que expresó que la victoria no da derechos sobre límites a los aliados. Sigue luego con las negociaciones que en marzo de 1873 llevó a cabo Bartolomé Mitre en Asunción y los oficios confidenciales que pasó a su gobierno aconsejando aceptar la línea del Pilcomayo, así como también el frustrado tratado firmado por Carlos Tejedor en Río de Janeiro el 20 de mayo de 1875, por el cual Argentina renunciaba a las indemnizaciones de guerra a cambio de Villa Occidental (que Aceval tomó como prueba del reconocimiento argentino a la soberanía paraguaya sobre la villa). Sigue luego explicando el Tratado Irigoyen-Machaín.

### Capítulo IX
Aceval hizo un alegato final sobre la importancia que tenía para el Paraguay la conservación dentro de su territorio de la Villa Occidental, mostró recortes de diarios paraguayos que expresaban que bajo ocupación argentina era utilizada como refugio por contrabandistas, delincuentes y conspiradores, entre los cuales se hallaban los participantes en el asesinato del presidente Juan Bautista Gill el 12 de abril de 1877.

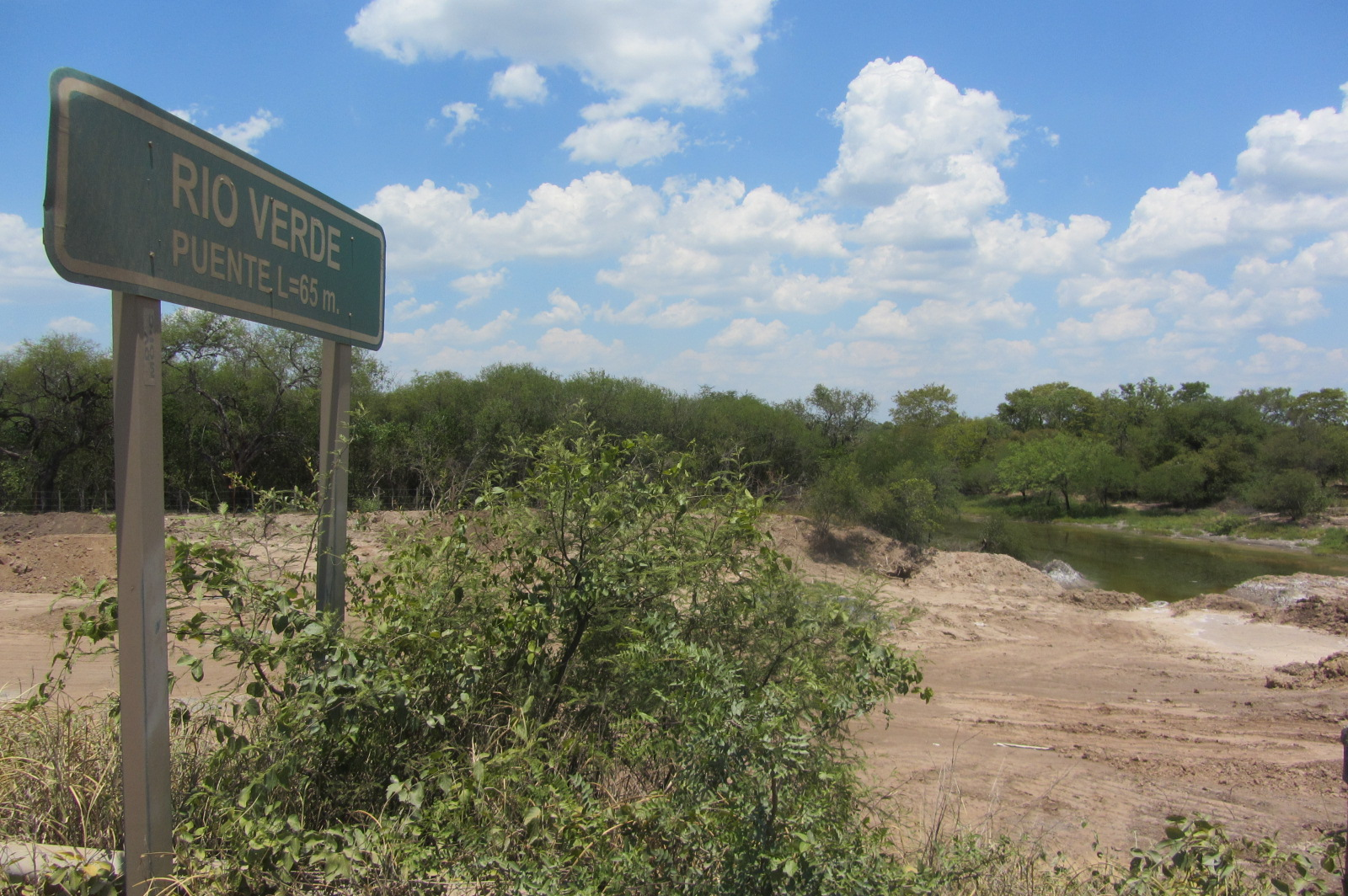
Puente de la actual Ruta Transchaco sobre el río Verde, sitio hasta donde llegaba el territorio definido en el Laudo Hayes.

## Laudo arbitral
El laudo arbitral del presidente Hayes fue comunicado a los plenipotenciarios el 12 de noviembre de 1878, decretando la soberanía paraguaya sobre el área en disputa:

Now, therefore, be it known, that I, Rutherford B. Hayes, President of the United States of America, having duly considered the said statements and the said exhibits, do hereby determine that the said Republic of Paraguay is legally and justly entitled to the said territory between the Pilcomayo and the Verde Rivers, and to the Villa Occidental, situated therein, and I, therefore, do hereby award to the said Republic of Paraguay the territory on the western bank of the river of that name, between Rio Verde and the main branch of the Pilcomayo, including Villa Occidental.
 TRADUCCIÓN:
[Por tanto, hago saber que yo, Rutherford B. Hayes, Presidente de los Estados Unidos de América, habiendo tomado en debida consideración las referidas exposiciones y documentos, vengo en decidir por la presente que la expresada República del Paraguay tiene legal y justo título a dicho territorio situado entre los ríos Pilcomayo y Verde, así como a la Villa Occidental comprendida dentro de él. En consecuencia, vengo en adjudicar por la presente a la expresada República del Paraguay el territorio situado sobre la orilla occidental del río de dicho nombre entre el río Verde y el brazo principal del Pilcomayo, inclusa la Villa Occidental.]
Parte dispositiva del laudo arbitral

El laudo fue conocido en Asunción el 23 de noviembre de 1878 provocando explosiones de júbilo, que se reiteraron en banquetes y homenajes cuando Aceval arribó a Asunción a bordo del Río Paraná. El 13 de mayo de 1879 el congreso paraguayo sancionó una ley creando un territorio nacional en el Chaco con el nombre de departamento Occidental y rebautizando a Villa Occidental con el nombre de Villa Hayes. Al día siguiente el gobierno paraguayo del presidente Cándido Bareiro tomó posesión de la villa y del resto del territorio laudado en un acto al que asistieron más de 800 personas, encabezado por el comandante Luis Jorge Fontana, del lado argentino, y del general Patricio Escobar, del Dr. Benjamín Aceval y de Higinio Uriarte en representación del Paraguay.
En homenajes posteriores fueron nombrados: un departamento, Presidente Hayes, y dos distritos y sus localidades cabeceras: Benjamín Aceval y Doctor José Falcón.

## Reclamaciones de Bolivia
Anticipándose al fallo, el 1 de abril de 1878 Bolivia dirigió un memorándum a los gobiernos de América, en el que instaba al presidente Hayes a suspender su arbitrio y tener en cuenta los derechos de Bolivia. Una vez conocido el fallo, de inmediato Bolivia anunció su desacuerdo con él, iniciándose así una larga batalla diplomática. Las cartas reversales secretas intercambiadas el mismo día de firmado el Tratado de la Triple Alianza habían dejado a salvo los derechos de Bolivia al Chaco con el fin de no alarmar a ese país. Al tomar conocimiento del tratado, el gobierno boliviano protestó de inmediato, pero fue tranquilizado por los aliados que le comunicaron el contenido de las cartas reversales, ante lo cual Bolivia se mantuvo neutral en el conflicto. El protocolo firmado por Argentina y Bolivia el 27 de febrero de 1869 reiteró esa salvedad en favor de los derechos que Bolivia alegaba y el 3 de febrero de 1876 fue firmado otro protocolo, entre Argentina, Brasil y Paraguay, que reiteró la cláusula de salvedad de los derechos de Bolivia.
Luego del fallo de Hayes, Bolivia continuó reclamando la región entre los ríos Paraguay y Bermejo hasta la firma del tratado Quirno Costa-Vaca Guzmán el 10 de mayo de 1889, apenas modificado en 1891, que fijó el límite en los ríos Bermejo y Grande de Tarija, siguiendo por el paralelo 22° S hasta el río Pilcomayo y luego por este río. Argentina renunció así a su reclamación sobre Tarija y Chichas, Bolivia, en compensación, cedió un territorio que había perdido: la Puna de Atacama, territorio que se encontraba en poder de Chile luego de la guerra del Pacífico. Bolivia mantuvo sus pretensiones en la región chaqueña al norte del Pilcomayo, lo que desencadenó en 1932 la guerra del Chaco, la cual permitió el establecimiento definitivo de la soberanía paraguaya sobre la mayor parte del Chaco Boreal. El límite argentino-paraguayo en el Pilcomayo no fue definido hasta 1945.